# DVD-ENAV
DVD-ENAV (Enhanced DVD Format — усовершенствованный формат DVD, Enhanced NAVigation DVD — формат DVD с расширенной навигацией) — стандарт записи данных на DVD диск, совместимый с существующим стандартом DVD на красных лазерах.

## История
Стандарт одобрен в 2003 году, в рамках форума DVD Forum, проходившего в Японии. Его поддержали почти все участники, общим числом 216 из 220 возможных. На май 2008 года стандарт ещё не был принят и находился в версии 0.9.

## Технические детали
Особенностью формата является поддержка интернет-соединений и высокоскоростная запись контента, поддержка хранения интернет-адресов (URL) и цифровых ключей, авторизирующих доступ к сайтам. Устройства записи новых носителей должны были появиться на рынке в 2004 году. Обладая такими системами, пользователи смогли бы просматривать фильмы в формате DVD и одновременно подключаться к интернету для получения дополнительной информации о фильме, причём, вся информация будет отображаться на одном мониторе одновременно.
Формат Enhanced DVD позволяет хранить на дисках до 2 часов аналогового видео, то есть, он ничем не отличается от существующих дисков. Необходимость же разработки формата была вызвана тем, что на тот момент, носители для систем с голубыми лазерами (Blu-ray Disc и HD DVD) были слишком дороги, а, значит, пользователям нужен был «переходный» вариант.